# Harris (Kansas)
Harris è un centro abitato (city) degli Stati Uniti d'America, situato nella Contea di Anderson, nello Stato del Kansas. In una stima del 2007 la popolazione era di 51 abitanti.

## Geografia fisica
Secondo i rilevamenti dell'United States Census Bureau, la località di Harris si estende su una superficie di 0,3 km², tutti occupati da terre

## Popolazione
Secondo il censimento del 2000, a Harris vivevano 53 persone, ed erano presenti 14 gruppi familiari. La densità di popolazione era di 169,7 ab./km². Nel territorio comunale si trovavano 26 unità edificate. Per quanto riguarda la composizione etnica degli abitanti, il 100% era bianco.
Per quanto riguarda la suddivisione della popolazione in fasce d'età, il 28,3% era al di sotto dei 18, l'1,9% fra i 18 e i 24, il 30,2% fra i 25 e i 44, il 22,6% fra i 45 e i 64, mentre infine il 17,0% era al di sopra dei 65 anni di età. L'età media della popolazione era di 38 anni. Per ogni 100 donne residenti vivevano 103,8 uomini.